# Australia na Letnich Igrzyskach Olimpijskich 1980
Australię na Letnich Igrzyskach Olimpijskich 1980 reprezentowało 120 zawodników, 92 mężczyzn i 28 kobiet. Flaga olimpijska używana przez reprezentację była wynikiem bojkotu Igrzysk.

## Zdobyte medale
| Medal         | Zawodnik                                                       | Konkurencja                        |
| kajakarstwo   | kajakarstwo                                                    | kajakarstwo                        |
| ------------- | -------------------------------------------------------------- | ---------------------------------- |
| Srebro        | John Sumegi                                                    | K1 500 m mężczyzn                  |
| lekkoatletyka |                                                                |                                    |
| Srebro        | Rick Mitchell                                                  | 400 m mężczyzn                     |
| pływanie      |                                                                |                                    |
| Złoto         | Michelle Ford                                                  | 800 m stylem dowolnym kobiet       |
| Złoto         | Mark Kerry Peter Evans Mark Tonelli Neil Brooks Glenn Patching | 4 x 100 m stylem dowolnym mężczyzn |
| Brąz          | Graeme Brewer                                                  | 200 m stylem dowolnym mężczyzn     |
| Brąz          | Max Metzker                                                    | 1500 m stylem dowolnym mężczyzn    |
| Brąz          | Mark Kerry                                                     | 200 m stylem grzbietowym mężczyzn  |
| Brąz          | Peter Evans                                                    | 100 m stylem klasycznym mężczyzn   |
| Brąz          | Michelle Ford                                                  | 200 m stylem motylkowym kobiet     |